# شهرستان گلازونوفسکی
شهرستان گلازونوفسکی (به لاتین: Glazunovsky District) یک شهرستان در روسیه است که در استان اریول واقع شده‌است.